# لس ایندیوس (تگزاس)
لس ایندیوس، تگزاس(به انگلیسی: Los Indios, Texas) شهری در ایالت تگزاس از ایالات جنوبی ایالات متحده آمریکا است. در سرشماری سال ۲۰۰۰، جمعیت این شهر ۱۱۴۹ نفر اعلام شد.